# Platentomus caledonia
Platentomus caledonia är en insektsart som beskrevs av Davies 1988. Platentomus caledonia ingår i släktet Platentomus och familjen dvärgstritar. Inga underarter finns listade i Catalogue of Life.